# Кёвесс фон Кёвессгаза, Герман
Герман барон Кёвесс фон Кёвессгаза (нем. Hermann Kövess von Kövesshaza; фамилия венгерского происхождения, более правильно передаётся как Кёвешш фон Кёвешшхаза; 30 марта 1854, Темешвар, Банат — 22 сентября 1924, Вена) — австро-венгерский военачальник, командовавший армиями во время Первой мировой войны, генерал-фельдмаршал.

## Биография
Родился в офицерской семье. Учился в военно-технической академии в Клостербруке, а затем в военно-технической академии в Вене, которую окончил в 1872 году. Был выпущен во 2-й инженерный полк (Вена). В 1878 году окончил академию генерального штаба. С 1878 года служил в штабе 16-й пехотной дивизии, 12-й кавалерийской бригады (Германштадт), с 1880 года — в Сараевском военном училище. Участник военных действий в Южной Далмации в 1882 году. Затем служил в Оперативном бюро и в штабе 1 армейского корпуса (Краков); полевую службу проходил в 26-м, 72-м и 52-м пехотных полках.
В 1892 году женился на Евгении фон Глюнек, дочери министра юстиции. У них было трое сыновей.
С марта 1898 года Герман Кёвесс фон Кёвессгаза командовал 23-м пехотным полком — одной из лучших частей австрийской армии, расквартированной в Вене. С октября 1902 года — командир 15-й пехотной бригады (Инсбрук), с ноября 1906 года — 8-й пехотной дивизии (Бозен). В июне 1911 года назначен командиром XII армейского корпуса (Германштадт).
В начале Первой мировой войны командовал 12-м корпусом. Участвовал в Галицийской битве, наступлении 1915 года. С сентября 1915 года — командующий снова сформированной 3-й армии, действовавшей против Сербии. После разгрома Сербии армия в марте 1916 года была переброшена на Итальянский фронт. С 20 октября 1916 года — командующий 7-й армией, предназначенной для военных действий против русских и румынских войск. В 1917 году возглавлял австрийское наступление на Буковине. 5 августа 1917 года был произведён императором Карлом в генерал-фельдмаршалы. В сентябре 1918 года назначен командующим австрийскими войсками на Балканах. 3 ноября 1918 года император Карл I передал Кёвессу пост Верховного главнокомандующего всеми вооруженными силами Австро-Венгрии, которые к этому моменту находились в состоянии полного разложения. В этот же день было заключено перемирие, а 4 ноября прекращены военные действия на Итальянском фронте. Верховное командование было расформировано в декабре 1918 года.
После войны Кёвесс жил в Вене и Будапеште. В мае 1919 года ряд венгерских офицеров обратились к Кёвессу с предложением встать во главе «белых» венгерских войск и выступить против Венгерской Советской Республики, но Кёвесс отклонил предложение, заявив, что в политику он не вмешивается. Умер в Вене в 1924 году.

## Награды
Австро-Венгрии
- Бронзовая медаль «За военные заслуги» на ленте медали «За храбрость» (1890)[1]
- Орден Железной короны 3-й степени (апрель 1902)[1]
- Австрийский орден Леопольда, рыцарский крест (12 августа 1908)[1]
- Орден Железной короны 1-й степени (7 марта 1914); военные украшения к ордену (5 октября 1914)[1]
- Звезда почётного знака «За заслуги перед Красным Крестом»[нем.] с военными украшениями (май 1915)[1]
- Австрийский орден Леопольда, большой крест с военными украшениями (3  августа 1915); мечи к ордену (после 13 декабря 1916[2])[1]
- Крест «За военные заслуги» 1-й степени с военными украшениями (28 ноября 1915); мечи к кресту (после 13 декабря 1916[2])[1]
- Серебряная медаль «За военные заслуги» на ленте медали «За храбрость» (12 января 1916)[1]
- Золотая медаль «За военные заслуги» на ленте медали «За храбрость» (10 декабря 1916)[1]
- Марианский крест Тевтонского ордена на шейной ленте (19 июня 1916)[1]
- Военный орден Марии Терезии, командорский крест (17 августа 1917)[1]
- Титул барона королевства Венгрия (17 августа 1917)[1]
- Королевский венгерский орден Святого Стефана, большой крест (26 марта 1918)

Иностранных государств
- Орден Короны Италии, рыцарский крест (9 июля 1882; королевство Италия)[1]
- Орден Таковского креста 2-й степени (апрель 1900; королевство Сербия)[1]
- Орден Бертольда I 2-й степени (апрель 1903; великое герцогство Баден)[1]
- Орден Церингенского льва 1-й степени (январь 1904; великое герцогство Баден)[1]
- Железный крест 2-го класса (март 1915; королевство Пруссия)[1]
- Железный крест 1-го класса (июль 1915; королевство Пруссия)[1]
- Орден «Pour le Mérite» (29 ноября 1917; королевство Пруссия); дубовые листья к ордену (30 мая 1918)[1]
- Орден «За военные заслуги», большой крест с мечами (24 января 1916, королевство Бавария)[1]
- Орден Вюртембергской короны, большой крест (30 апреля 1916, королевство Вюртемберг)
- Серебряная и золотая медали Имтияз (апрель/май 1916; Османская империя)[1]
- Орден «Святой Александр», большой крест с мечами (16 сентября 1916; царство Болгария)[1]
- Золотая медаль Лиакат (30 сентября 1916; Османская империя)[1]
- Железный полумесяц (Османская империя)[1]
- Орден Заслуг pro Merito Melitensi, большой крест (4 сентября 1918; суверенный Мальтийский орден)[1]